# Regionalwahl in Apulien 2005
Die Regionalwahl in Apulien 2005 fand am 3. und 4. April statt; der Regionalrat und der Präsident der Region Apulien wurden gleichzeitig gewählt.

## Wahlergebnis
| Kandidaten                                           | Kandidaten           | Stimmen   | %    | Listen                  | Stimmen   | %    | Mandate |
| ---------------------------------------------------- | -------------------- | --------- | ---- | ----------------------- | --------- | ---- | ------- |
|                                                      | Nichi Vendolagewählt | 1.165.536 | 49,8 | Democratici di Sinistra | 356.369   | 16,6 | 14      |
| Democrazia è Libertà – La Margherita                 | Nichi Vendolagewählt | 1.165.536 | 49,8 | 208.806                 | 9,7       | 8    |         |
| Partito della Rifondazione Comunista                 | Nichi Vendolagewählt | 1.165.536 | 49,8 | 109.146                 | 5,1       | 4    |         |
| Socialisti Democratici Italiani                      | Nichi Vendolagewählt | 1.165.536 | 49,8 | 86.096                  | 4,0       | 3    |         |
| Popolari UDEUR                                       | Nichi Vendolagewählt | 1.165.536 | 49,8 | 70.293                  | 3,3       | 3    |         |
| La Primavera Pugliese                                | Nichi Vendolagewählt | 1.165.536 | 49,8 | 55.335                  | 2,6       | 3    |         |
| Partito dei Comunisti Italiani                       | Nichi Vendolagewählt | 1.165.536 | 49,8 | 48.141                  | 2,2       | 2    |         |
| Socialisti Autonomisti - Repubblicani Europei - PSDI | Nichi Vendolagewählt | 1.165.536 | 49,8 | 47.511                  | 2,2       | 2    |         |
| Italia dei Valori                                    | Nichi Vendolagewählt | 1.165.536 | 49,8 | 38.120                  | 1,8       | 1    |         |
| Federazione dei Verdi                                | Nichi Vendolagewählt | 1.165.536 | 49,8 | 33.309                  | 1,6       | 1    |         |
| Democratici Cristiani Uniti                          | Nichi Vendolagewählt | 1.165.536 | 49,8 | 8.397                   | 0,4       | –    |         |
| Partito Pensionati                                   | Nichi Vendolagewählt | 1.165.536 | 49,8 | 3.959                   | 0,2       | –    |         |
| ↳ Gesamt                                             | Nichi Vendolagewählt | 1.165.536 | 49,8 | 1.065.482               | 49,7      | 41   |         |
|                                                      | Raffaele Fitto       | 1.151.405 | 49,2 | Forza Italia            | 381.663   | 17,8 | 10      |
| Alleanza Nazionale                                   | Raffaele Fitto       | 1.151.405 | 49,2 | 259.563                 | 12,1      | 7    |         |
| La Puglia Prima di Tutto                             | Raffaele Fitto       | 1.151.405 | 49,2 | 196.281                 | 9,2       | 5    |         |
| Unione dei Democratici Cristiani e di Centro         | Raffaele Fitto       | 1.151.405 | 49,2 | 167.038                 | 7,8       | 4    |         |
| Nuovo PSI - Partito Repubblicano Italiano            | Raffaele Fitto       | 1.151.405 | 49,2 | 48.109                  | 2,2       | 1    |         |
| Movimento Idea Sociale                               | Raffaele Fitto       | 1.151.405 | 49,2 | 10.099                  | 0,5       | –    |         |
| Nicht gewählte Direktkandidat                        | Raffaele Fitto       | 1.151.405 | 49,2 | –                       | –         | 1    |         |
| ↳ Gesamt                                             | Raffaele Fitto       | 1.151.405 | 49,2 | 1.062.753               | 49,6      | 28   |         |
|                                                      | Gianfelice Galassi   | 10.973    | 0,5  | Alternativa Sociale     | 9.368     | 0,4  | –       |
|                                                      | Laura Scalabrini     | 10.477    | 0,4  | Democrazia Cristiana    | 6.791     | 0,3  | –       |
| Gesamt                                               | Gesamt               | 2.338.391 | 100  |                         | 2.144.664 | 100  | 69      |